# 僕がCDを出したら
『僕がCDを出したら』（ぼくがシーディーをだしたら）は、日本のバンドKANA-BOONの1枚目のミニアルバム。2013年4月24日にヒップランドミュージックより発売。

## 概要
- 初の全国流通盤作品。
- 収録曲「クローン」、「見たくないもの」は再収録音源がメジャー3枚目のアルバム『Origin』の初回限定盤Aに収録されている。
- アルバムタイトルとジャケットデザインはメンバーの古賀が提案したものであり、｢もし、僕らのCDがお店に並んだらをイメージしてそのまま表現しました｣と語っている[1]。

## 収録曲
CD
| 全作詞・作曲: 谷口鮪。 |                        |        |            |      |
| #                      | タイトル               | 作詞   | 作曲・編曲 | 時間 |
| 1.                     | 「ないものねだり」     | 谷口鮪 | 谷口鮪     | 4:22 |
| 2.                     | 「クローン」           | 谷口鮪 | 谷口鮪     | 5:14 |
| 3.                     | 「ストラテジー」       | 谷口鮪 | 谷口鮪     | 4:04 |
| 4.                     | 「見たくないもの」     | 谷口鮪 | 谷口鮪     | 3:41 |
| 5.                     | 「眠れぬ森の君のため」 | 谷口鮪 | 谷口鮪     | 4:34 |
| 6.                     | 「さくらのうた」       | 谷口鮪 | 谷口鮪     | 4:38 |
| 合計時間:              | 合計時間:              | 26:33  |            |      |

### 楽曲解説
1. ないものねだり
自主制作2ndアルバム『わかってないのは僕だった。』収録曲のアレンジ。
この曲について谷口は、｢僕らの「キャッチー」な面の武器であり、初めて男女両面の視点で歌った楽曲です｣と語っている[2]。
MVは2種類存在しており、『わかってないのは僕だった。』の発売時に制作されたアニメーションによるショートバージョンと、山岸聖太監督、岸井ゆきの出演のフルバージョン（右記リンク参照）がある。また後者には冒頭に中華料理屋でチャーハンを作るシーンが収録されていることから、ファンの間では「チャーハンの歌」とも言われている[3]。
2. クローン
自主制作シングル『手も足も出ない』収録曲のアレンジ。
3. ストラテジー
4. 見たくないもの
自主制作シングル『目をとじて』収録曲のアレンジ。
この曲について谷口は、｢ライブハウスで僕が歌を歌っている時に、携帯をいじっていたり友達と話をしていたり、目の前にいるそんな人達の目を見て分かち合いたくて作った曲です｣と語っている[2]。
5. 眠れぬ森の君のため
アルバムタイトルはこの曲の歌詞から引用されている。
6. さくらのうた
レコーディング前にたまたまスタジオで生まれた曲で、急いで書き上げて収録したという。谷口曰く｢一番歌ものな楽曲｣[2]。MVが制作されている。